# 林母郭孺人暨二子壽域墓
林母郭孺人暨二子壽域墓，是位於臺灣嘉義市東區的一處塚墓。其墓後於2013年8月7日公告為歷史建築。

## 沿革
根據林家族譜記載，林氏家族來自福建省漳州府漳浦地區，林寬敏為日治時期嘉義首富，在嘉義經營義順行，與當時多位富豪主導共同投資多項事業，包含合資會社嘉義銀行、嘉義物產株式會社、台灣赤糖株式會社社、嘉義電燈株式會社等，也雇請名匠在嘉義城隍廟前廣場建造戲台，並由他題字「可以觀」匾額。
1909年（明治41年），林寬敏之母郭發去世，林寬敏將宋朝歐陽修代表作《荻草教子》習字，以及唐朝柳公綽之妻用熊膽丸助子勤讀的賢母故事刻在墓碑上，1922年（大正11年）林寬敏同葬於此。負責墳墓建築的整體規劃與建置的則為林寬敏的兒子們。目前林母郭孺人暨二子壽域墓保存於都會森林公園內，由林家後代林良華、林伯俊管理及執行設施保養及維護，古蹟周遭設有解說牌示。

## 格局
林母郭孺人暨二子壽域墓的形式簡樸，為母子合葬之墓塚，本體由外至內依序為墓環、墓埕、墓手、墓桌、墓碑與墓塚，面積測量約362平方公尺，葬有林母郭發夫人、林寬敏二人，以葬俗方式應屬親族附葬。
墓碑旁立有二處泉州白玉石的碑聯，上聯「母訓是儀女箴是式」、下聯「和丸之教畫荻之風」。另外墓牆上刻有五言詩闡述林寬敏的生平事蹟，詩旁有對聯，上聯「義氣鍾靈秀」下聯「順天自天祥」，兩側則是壽域碑，林寬敏的兄長林寬裕並未下葬於此，故為空墓，設置壽域。

## 相關
- 葉明邨墓

## 外部連結
- 林母郭孺人暨二子壽域墓 - 文化部文化資產局 （页面存档备份，存于）